# Войше
Войше (пол. Wojsze) — село в Польщі, у гміні Червін Остроленцького повіту Мазовецького воєводства.
Населення — 52 особи (2011).
У 1975-1998 роках село належало до Остроленцького воєводства.

## Демографія
Демографічна структура станом на 31 березня 2011 року:
|          | Загалом | Допрацездатний вік | Працездатний вік | Постпрацездатний вік |
| -------- | ------- | ------------------ | ---------------- | -------------------- |
| Чоловіки | 24      | 8                  | 15               | 1                    |
| Жінки    | 28      | 6                  | 12               | 10                   |
| Разом    | 52      | 14                 | 27               | 11                   |